# Capo Torokina
Capo Torokina è un promontorio localizzato nella parte nord della baia dell'imperatrice Augusta, situata nella costa ovest di Bougainville, in Papua Nuova Guinea.

## Geografia
La piccola isola di Puruata si trova appena al largo della costa ovest del Capo. Il promontorio e l'isola formano una spiaggia sul lato nord soggetta a forti mareggiate. La zona del Capo era relativamente isolata, raggiungibile solo da pochi sentieri. Subito dopo la spiaggia si estendeva una vasta palude, l'entroterra dell'isola era ricco di foreste.

## Storia
Il 1º novembre 1943 una forza di 7.500 Marine sbarcò su Capo Torokina, dando il via alla campagna di Bougainville. Sul promontorio era presente un unico pezzo d'artiglieria, un cannone da 75 mm, che era però in posizione favorevole e riuscì ad infliggere gravi danni ai mezzi da sbarco.
Dopo lo sbarco su Capo Torokina fu costruito un aeroporto, inoltre furono realizzati 25 km di strade di collegamento.